# Кейко
Кейко (1976 – 12 декември 2003) е мъжка косатка, участвал в няколко филма и станал известен най-вече с ролята си в поредицата „Волният Уили“. Това е може би най-известната косатка, живяла в плен. Кейко умира от пневмония на 27-годишна възраст в норвежкия Такнес Фиорд.

## Животопис
Кейко е заловен през 1979 г. близо до Исландия и продаден на аквариума в Хапнарфьордюр. Три години по-късно е препродаден на аквариума Marineland в Онтарио, Канада. Тук той за първи път е представен на публика. В този период възникват и първите му здравословни проблеми с кожата. През 1984 г. отново е препродаден. Този път на увеселителния парк Reino Aventura в близост до Мексико сити. През 1993 г. той става звезда във филма „Волният Уили“.
Кейко става много известен. Успоредно с това обаче проблемите му с кожата се задълбочават. През 1995 г. с помощта на продуцентска къща Warner Bros. е основана Фондация Волният Уили. Целите ѝ са осигуряване по по-добър дом за Кейко и връщането му на свобода. Хиляди деца се включват в инициативата и даряват свои пари. В орегонския аквариум в Нюпорт фондацията финансира 7 млн. долара в изграждането на удобна среда за живот на косатката, аклиматизирането му и връщането му в океана. С помощта на Американските военновъздушни сили на 7 януари 1996 г. е пренесен до новото си местообитание. В Мексико той губи значително от теглото си. При пренасянето си е тежал едва около 3500 kg. По време на престоя си в Орегон нараства с около тон.
На 9 септември 1998 косатката е пренесена в защитения залив Клетсвик в Исландия. Тук той е настанен в естествена среда с възможност да чува и евентуално да общува със своите роднини. Накрая преградата в залива бива вдигната и Кейко е освободен. Посредством поставен микрочип Кейко е наблюдаван от изследователи. На 11 юли 2002 в открития океан около Исландия е загубен сигналът с косатката. През септември същата година Кейко е забелязан на около 800 km от Норвегия, следвайки риболовен кораб. Учените установяват, че той е загубил част от теглото си. Няколко дни по-късно Кейко е примамен да влезе във фиорда Такнес. Надеждата е била тук той да възстанови силите си, след което отново да излезе в открития океан. Въпреки това обаче връзката му с хората е по-голяма и Кейко не напуска фиорда до края на живота си.

## Смърт
На 12 декември 2003 Кейко умира от пневмония. Той губи апетит, става летаргичен и накрая издъхва във водите на залива.
На мястото, където е погребан, е издигната каменна грамада в чест на забележителната косатка. В аквариума в Орегон на 20 февруари 2004 е издигнат мемориал.

## Филмография

### Кино
- Волният Уили 3: Спасението (1997) – Уили
- Волният Уили 2 (1995) – Уили
- Волният Уили (1993) – Уили
- Keiko en peligro (1990) – Кейко

### Телевизия
- Синьо (1996) – Кейко
- Петнадесетгодишна (1987) – Косатка